# موش پنبه بینی‌زرد
موش پنبه بینی‌زرد (نام علمی: Sigmodon ochrognathus) نام یک گونه از زیرخانواده سینی‌دندانیان است.